# Huawei Vision
Huawei U8850 Vision — коммуникатор китайской компании Huawei, представленный на MWC в конце 2011 года. Работает на платформе Android, не имеет аппаратной клавиатуры, вместо которой большой 3,7 дюймовый сенсорный экран с поддержкой multi-touch на 5 одновременных касаний. Коммуникатор имеет относительно небольшую ёмкость батареи (1400 мА/ч), которая в свою очередь несъёмная. В основе корпуса алюминиевый каркас, а сверху и снизу на задней стороне — пластиковые вставки, где располагаются антенны для работы беспроводных интерфейсов. С лицевой части у коммуникатора защитное стекло, которое не царапается.

## Технические характеристики
- Сети: WCDMA/HSPA+ 900/2100 МГц; GSM 850/900/1800/1900 МГц
- Операционная система: Android 2.3.5 — 2.3.7/(custom 4.0.4 CM 9, custom 4.0.4 AOKP, custom 4.1.1 CM 10, custom 4.1.2 AOKP)
- Процессор: Qualcomm MSM8255-1 (1 ГГц, ARMv7), графический сопроцессор: Adreno 205
- Оперативная память: 512 MB
- Встроенная память: 2 ГБ
- Слот расширения: MicroSD (до 32 Гб)
- Передача данных: HSPA+ загрузка 14 Мбит/с, выгрузка 5,76 Мбит/с
- Соединения: Bluetooth 2.1 (A2DP) / USB 2.0 / Wi-Fi 802.11b/g/n
- Навигация: GPS/aGPS
- Интерфейс подключения: micro-USB, PhoneJack 3,5 мм
- Дисплей: емкостный TFT 3,7", WVGA (800x480 пикселей)
- Камера: основная — 5 МП, вспышка, автофокус, HD-видео; фронтальная — 0,3 МП
- Развлечения: FM-радио, 72-голосная полифония
- Сенсоры: Акселерометр, Сенсор приближения, Сенсор освещения
- Аккумулятор: Li-Ion 1340 мА·ч
- Работа в режиме разговора: До 400 минут (3G)
- Работа в ждущем режиме: До 300 часов (GSM)
- Габариты: 118,5 мм X 59,5 мм X 9,9 мм
- Вес: 121 г.